# Gustave van Zuylen
Le baron Guillaume-Joseph-Gustave van Zuylen, né le 21 décembre 1838 à Liège et mort le 30 mars 1924 à Stavelot, est un homme politique belge. Il est le père de Joseph van Zuylen (1871-1962) et  Pierre van Zuylen (1881-1953).
Il fut ingénieur des Mines (ULg). Il fut créé baron en 1920.

## Mandats
- Conseiller communal et échevin d'Argenteau : 1904
- Sénateur de l'arrondissement de Liège : 1908-1919

## Sources
- P. Van Molle, Het Belgisch parlement, p. 365.
- Bio sur ODIS

- Ressource relative à plusieurs domaines :   - ODIS